# سیارک ۱۱۷۹۹۳
سیارک ۱۱۷۹۹۳ (به انگلیسی: 117993 Zambujal، نامگذاری:1064T-2) صد و هفده هزار و نهصد و نود و سومین سیارک کشف شده‌است که در ۲۹ سپتامبر ۱۹۷۳ کشف شد.